# Gin

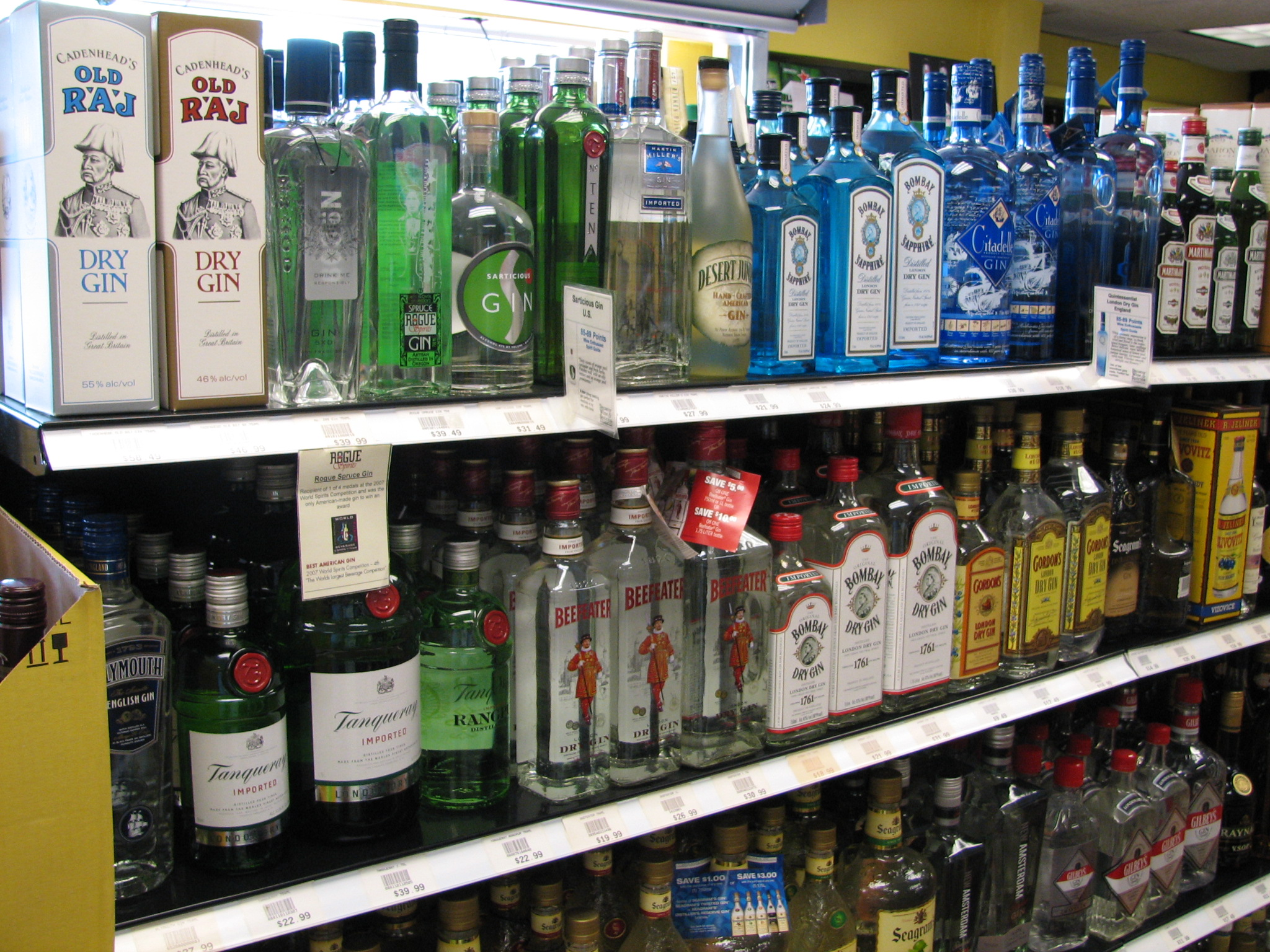
Một loạt các chai rượu gin bán tại một cửa hàng rượu.

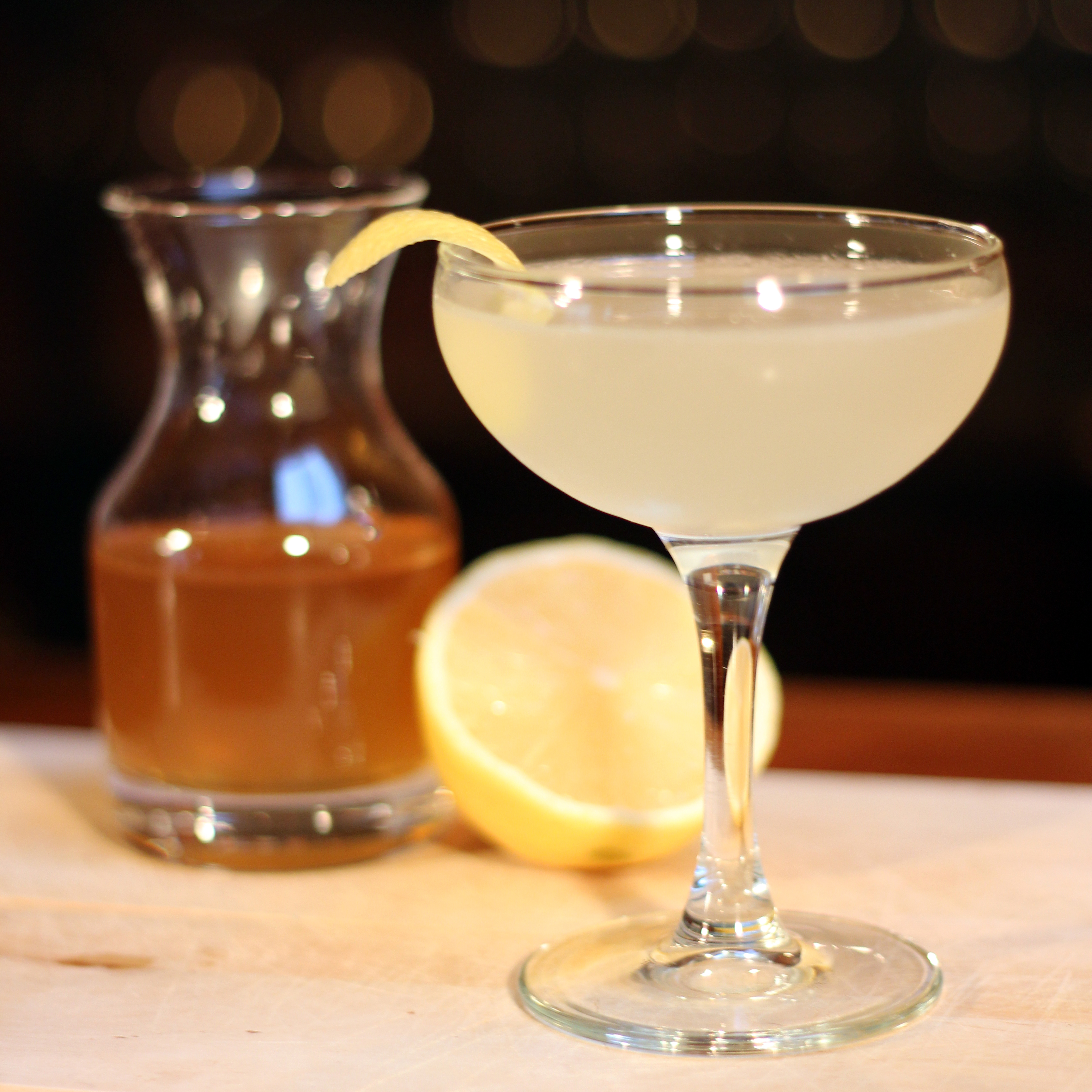
Một loại cocktail Bee's Knees được pha chế từ rượu gin, mật ong và nước cốt chanh

Gin là một loại rượu mạnh được chưng cất từ nguyên liệu như lúa mạch hoặc khoai tây lên men, có hương vị chủ yếu từ quả bách xù (Juniperus communis). Được sáng tạo từ một loại thuốc thảo dược từ thời Trung Cổ, gin đã phát triển qua một thiên niên kỷ trở thành một đối tượng kinh doanh trong ngành công nghiệp rượu. Gin đã được phát triển trên cơ sở của Jenever già, và trở nên phổ biến ở Vương quốc Anh khi William of Orange, lãnh đạo của nước Cộng hòa Hà Lan, chiếm ngai vàng của nước Anh và Scotland với vợ Mary của ông. Gin là một trong những loại rượu có nhiều thể loại nhất, gồm các sản phẩm khác nhau của nơi sản xuất, phong cách, và hương vị mà tất cả đều xoay quanh cây bách xù như một thành phần phổ biến.

## Cocktail gin cổ điển
Một loại cocktail gin cũng được biết đến là martini, theo truyền thống được pha chế với rượu gin và dry vermouth. Một số thức uống dựa vào gin đáng chú ý khác bao gồm:
- 20th Century
- Fallen Angel
- Gibson
- Gimlet
- Gin and Tonic
- Gin Fizz
- Gin Rickey
- Martini
- Moon River
- Negroni
- Old Etonian
- Pimm's Cup
- Pink Gin
- Ramos Gin Fizz
- Satan's Whiskers
- Singapore Sling
- The Last Word
- Tom Collins
- Vesper
- White Lady